# Galina Leguenkina
Galina Leguenkina –en ruso, Галина Легенкина– (21 de enero de 1986) es una deportista rusa que compitió en lucha libre. Ganó una medalla de bronce en el Campeonato Europeo de Lucha de 2007, en la categoría de 59 kg.

## Palmarés internacional
| Campeonato Europeo | Campeonato Europeo | Campeonato Europeo | Campeonato Europeo |
| Año                | Lugar              | Medalla            | Categoría          |
| ------------------ | ------------------ | ------------------ | ------------------ |
| 2007               | Sofía (Bulgaria)   | Medalla de bronce  | 59 kg              |